# أميرتايوس
أميرتايوس (هلينة من الاسم المصري الأصلي أمن إرديسو) من سايس، هو الملك المصري الوحيد من الأسرة الثامنة والعشرين ويعتقد أنه مرتبط بالأسرة السادسة والعشرين الأسرة الحاكمة (664-525 قبل الميلاد). أنهى الاحتلال الفارسي الأول لمصر (الأسرة السابعة والعشرون: 525-404 قبل الميلاد) وحكم من 404 قبل الميلاد إلى 399 قبل الميلاد. افتتح تمرد أميرتايوس الناجح آخر مرحلة مهمة من استقلال مصر القديمة تحت حكام محليين، والتي استمرت لنحو 60 عامًا حتى معركة الفرما في 343 قبل الميلاد.

### الثورة والحكم

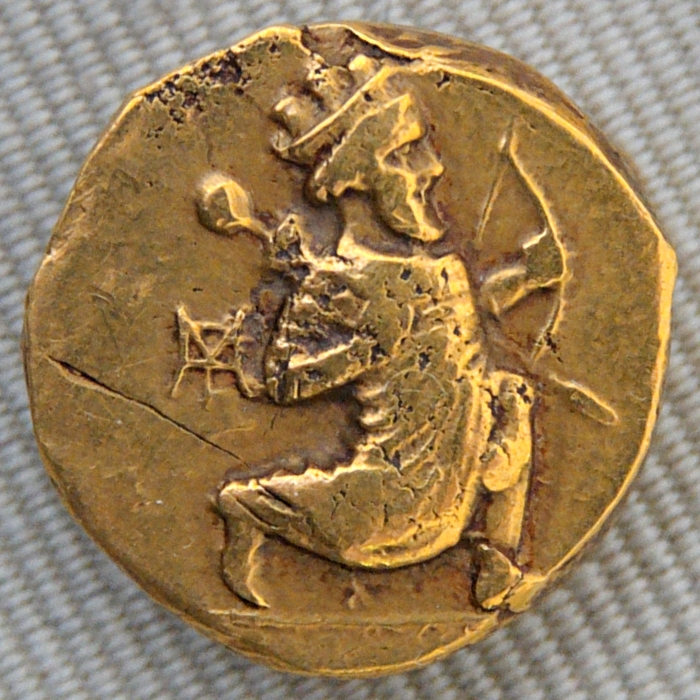
داريك من أرتحشستا الثاني، الذي تمرد ضده أميرتايوس.

## سيرة شخصية